# Bashkardi

Mapa del sureste de Irán en las provincias de Kermán, Hormozgan, Sistán y Baluchistán en las que se habla bashkardi

El Bashkardi o Bashagerdi  es una lengua irania que se habla en el sureste de Irán en las provincias de Kermán, Hormozgan, Sistán y Baluchistán. El lenguaje está estrechamente relacionado con el Achomi y el Kumzari. Forma un grupo de dialecto de transición al noroeste con el baluchi iraní, debido al intenso contacto entre las áreas. El bashkardi del sur es más divergente de sus vecinos iraníes del sudoeste que el bashkardi del norte. 

## Distribución geográfica
Según la edición 2009 de Ethnologue, el bashkardi es hablado en Irán por 7030 personas en las regiones de Hormozgan, Kermán y Sistán y Baluchistán.Dialectos y lenguajes derivados. El bashkardi se divide en dos grupos dialectales principales: norte y sur.

## Clasificación
La lengua bashkardi pertenece a la rama iraní occidental de las lenguas indoeuropeas.